# Cerdal
Cerdal é uma povoação portuguesa sede da Freguesia de Cerdal do Município de Valença, freguesia com 20,86 km² de área e 1550 habitantes (censo de 2021), tendo, por isso, uma densidade populacional de 74,3 hab./km².

## Demografia
A população registada nos censos foi:
| Distribuição da População por Grupos Etários | Distribuição da População por Grupos Etários | Distribuição da População por Grupos Etários | Distribuição da População por Grupos Etários | Distribuição da População por Grupos Etários |
| -------------------------------------------- | -------------------------------------------- | -------------------------------------------- | -------------------------------------------- | -------------------------------------------- |
| Ano                                          | 0-14 Anos                                    | 15-24 Anos                                   | 25-64 Anos                                   | > 65 Anos                                    |
| 2001                                         | 235                                          | 253                                          | 850                                          | 406                                          |
| 2011                                         | 249                                          | 147                                          | 910                                          | 387                                          |
| 2021                                         | 177                                          | 172                                          | 771                                          | 430                                          |

## Património
- Conjunto - Igreja e Convento de Nossa Senhora de Mosteiró

## Lugares
Além da sede, a freguesia engloba os seguintes lugares:
- Pedreira
- Mira
- Bogim
- Vilar
- Alderete
- Gondim
- Igreja
- Bade
- Gondelim
- Bacelar
- Gosende
- Tarouba
- Passos